# Uloga angiogeneze u patogenezi metastaziranja
Uloga angiogeneze u patogenezi metastaziranja  je značajna, jer stvara nove krvne sudove, koji su suštinska komponenta metastatskog puta,  kojim tumorske ćelije izlaze iz primarnog tumorskog žarišta i ulaze u cirkulaciju. Takođe metastaski proces najvećim delom zavisi od angiogeneze u bar dva patogenetska događaja. Prvo, novostvoreni krvni sudovi u tumoru svojom propustljivošću (zbog delimičnog nedostatka bazalne membrane i slabih međućelijskih bočnih veza), omogućavaju tumorskim ćelijama ulazak u cirkulaciju,  i drugo, jer nakon dolaska u ciljne organe metastatske tumorske ćelije moraju angiogenezom razviti sopstvenu mrežu krvnih sudova da bi tumor narastao do klinički vidljive veličine.
Za mnoge tumore, vaskularna gustina može biti prognostički indikator metastatičkog potencijala, pri čemu su primarno vaskularni primarni tumori sa većom učestalošću metastaza nego loše vaskularizovani tumori. Tumor angiogenezu reguliše proizvodnjom angiogenih stimulatora, uključujući članove fibroblastnog faktora rasta i grupu vaskularnih endotelnih faktora rasta. Pored toga, tumori mogu aktivirati angiogene inhibitore kao što su angiostatin i endostatin koji mogu modulirati angiogenezu i na primarnom mestu i na nizvodnim mestima metastaze.
Dakle, danas je koncept po kojem je razvoj kancera i njegovo metastaziranje zavisna od angiogeneze, prihvaćen na svim nivoima istraživanja. Zato ovaj koncept čini kontrolu tumorske angiogeneze jednim od obećavajućih terapeutskih načina kancerologije, jer je prelazak iz latentne faze u invazivnu i metastatsku fazu raka povezan je sa onim što se zove „angiogeni prekidač”. To podrazumeva kompleksne ćelijske i molekularne interakcije između kancerogenih ćelija, endotelne ćelije i komponente ekstra-ćelijskog matriksa, ili postojanje specifičnih proteina koje izlučuju tumorske ćelije, sposobnim da stimulišu proliferaciju kapilarnih endotelnih ćelija.

## Opšta razmatranja
Decenijama unazad je prepoznato da je angiogeneza važan događaj ne samo u rastu tumora već i metastaza; tako je nastao koncept „angiogenog prekidača”, uz čiju pomoću tumori stiču sposobnost eksponencijalnog rasta i diseminacije izvan njihove primarne lokacije. Tako je nastala jedna od centralnih komponenti u našem razumevanju raka.
Uticaj angiogeneze na klinički ishod bolesti potvrđen je u nekoliko vrsta tumora (dojka, pluća), u kojima je dokazano da je gustina krvnih sudova u tumoru u korelaciji sa brojem metastaza, a time i sa preživljenjem bolesnika.

### Teorije o matastatskim procesima s početka 20. veka
Uticaj primarnog tumora na rast metastaza početkom 20. veka uočili su hirurzi nakon uklanjanja primarnog tumora, kada su ustanovili da dolazi do brzog rasta visceralnih metastaza. Tumačenje ovog fenomena dugo se zasnivalo na sledeće tri teorije:
1) Teorija konkomitantne imunosti
Ova teorija, govori o imuskom odgovoru primarnog tumora protiv metastaza.
2) Nutritivna teorija
Ova teorija naglašava važnost ishrane metastaza potrebnim nutrientima zbog velike potrošnje u primarnom tumoru.
3) Antiproliferativna teorija
Po ovoj teoriji ćelije primarnog tumora luće antimitotske fatore koji direktno inhibiraju proliferaciju tumorskih ćelija u metastazi.

### Savremene teorije o metastatskim procesima
Kakovremenom ni jedna od ponuđenih teorija nije ukazala na zadovoljavajući molekularni mehanizam kojim bi se mogao objašsniti ovaj fenomen, pristupilo se brojnim istraživanjima širom sveta. 
Trenutno najveću pažnju privlači hipoteza o kontroli rasta metastaza angiostatskim faktorima iz primarnog tumora. One su zasnovane na principu da primarni tumor raste zahvaljujući novonastalom spletu krvnih sudova, koji nastaje kao posledici prevlasti angiogenih nad angiostatskim faktorima u njemu samome.

## Patofiziološki mehanizmi
Angiostatski faktori zahvaljujući svom dužem poluveku života, dospevaju krvotokom do mikrometastaza čije ćelije još ne stvaraju dovoljne količine angiogenih faktora. Kao rezultat toga nastaje inhibicija rasta metastaze do one veličini koja ne zahteva novostvorene krvne sudove, ili u obliku mikrometastaza. U takvim avaskularnim mikrometastazama velik broj ćelija umire apoptotskom smrću.
Novijim istraživanjima identifikovana je i okarakterisana ogromna mreža signalnih molekula i receptora koji su uključeni u regulaciju angiogeneze; među kojima je najvažnija, porodica vaskularnog endotelnog faktora rasta (VEGF). Tako je, porodica VEGF faktora rasta i receptora postala prototip našeg razumevanja angiogeneze tokom ranog razvoja i u patološkim uslovima kao što je rak. Specifična inhibicija ključnih regulatornih molekula, uključujući VEGF-A (kao što je lečenje bevacizumaba), prepoznata je danas kao korisna strategija za smanjenje rasta tumora i napredovanje kod nekoliko tipova tumora. 
Endogeni angiogeni — inhibitora tumorske angiogeneze, značaj i perspektiva
Vremenom je počeo je da javlja i doprinos drugih članova porodice VEGF, drugih signalnih puteva, kao i endogenih angiogenih inhibitora tumorske angiogeneze. Raznolikost puteva i molekula uključenih u regulaciju angiogeneze u normalnom razvoju i u raku verovatno će ponuditi mnogo više perspektiva za uspešnu terapijsku intervenciju, jer se upravo ovaj mehanizam, angiostatskih faktora, želi se iskoristiti u terapijske svrhe kako bi se tumorska bolest dugotrajnim davanjem ovih inhibitora održavala u remisiji. Tome u prilog idu i činjenice utvrđene u eksperimentima na životinjama, da se kod životinja javlja dugotrajna remisija i dobro opšte stanje uprkos prisutnostnih mikrometastaza u plućima.

## Spoljašnje veze
|  | Molimo Vas, obratite pažnju na važno upozorenje u vezi sa temama iz oblasti medicine (zdravlja). |